# Potto
De potto (Perodicticus potto) is een zoogdier uit de familie van de loriachtigen (Lorisidae). De wetenschappelijke naam van de soort werd voor het eerst geldig gepubliceerd door Philipp Ludwig Statius Müller in 1766.

## Taxonomie
Deze soort werd vroeger beschouwd als de enige soort in het geslacht Perodicticus, maar een onderzoek uit 2015 splitste de soort op in drie, waarbij de naam Perodicticus potto alleen van toepassing was op de West-Afrikaanse populaties.
Fylogenetisch bewijs ondersteunt dat de West-Afrikaanse potto het meest basale lid is van het geslacht Perodicticus, terwijl de andere twee soorten zustersoorten van elkaar zijn. Aangenomen wordt dat de soort zich halverwege het late Mioceen, tussen 6 en 10 miljoen jaar geleden, heeft afgescheiden van de andere soorten.
Er wordt nu gedacht dat de mysterieuze Martins valse potto (Pseudopotto martini) een verkeerd geïdentificeerd exemplaar van de West-Afrikaanse potto was.

### Ondersoorten
De soort heeft de volgende twee ondersoorten:
- Perodicticus potto potto (P.L.S. Müller, 1766) – komt voor in Senegal en van Guinee tot westelijk Ghana.
- Perodicticus potto juju Thomas, 1910 – komt van oostelijk Ghana tot het zuiden van Nigeria.

## Anatomie
De potto is een trage, logge primaat met een dichte wollige vacht, die bruinig grijs tot donker roodbruin van kleur is, soms zelfs zwart. De onderzijde is lichter van kleur. De kop is rond met kleine, kale oren en grote goudbruine ogen. De binnenzijde van de oren is vaak gelig van kleur. De ledematen lijken vrij kort, vooral als het dier gekromd zit, maar zijn eigenlijk vrij lang en zeer beweeglijk. De wijsvinger is rudimentair en de duim is opponeerbaar, waardoor hij zich uitstekend kan vastgrijpen aan takken. Ook de grote teen is opponeerbaar. De tweede teen is veel korter en heeft een lange, scherpe klauw, terwijl de andere tenen afgeplatte nagels hebben.
De nek is kort en stevig en vormt met de schouders een stevig geheel van dikke huid, spieren en botten. Vier nekwervels worden voortgezet in lange botjes, die door het vlees van de nek steken. Ze liggen echter verborgen in de dichte vacht en zijn niet zichtbaar. De steeksels steken niet door de huid heen, maar zijn bedekt met gevoelige tuberkels. Mogelijk dienen deze steeksels als tastorgaan of spelen ze een rol bij de verdediging. Het is regelmatig waargenomen dat een potto zijn kop intrekt en een vijand met zijn nek ramt, waarbij de botjes de snuit of de ogen van de predator raken.
De potto wordt 30,5 tot 40 centimeter lang en 800 tot 1600 gram zwaar. De staart is vrij klein, 3,7 tot 10 centimeter lang.

## Verspreiding en leefgebied
De potto leeft in de dichte bossen van West-Afrika, van Guinee en Sierra Leone tot het westen van Nigeria, zowel in laagland als laag in de bergen. De soort is het algemeenst in secundaire en koloniserende wouden en langs bosranden.

## Leefwijze
De potto is een solitair boombewonend nachtdier. Hij klimt met alle vier de poten door de bomen. Meestal bevindt hij zich meer dan tien meter van de grond. Overdag schuilt hij alleen hoog in een boom, verscholen tussen de bladeren of in een boomholte. Hij krult zich dan om een tak, met de kop tussen zijn achterpoten. In deze houding kan hij de gehele dag lang onbeweeglijk stilzitten.
Hij eet voornamelijk vruchten. In de droge tijd vormt gom het hoofdbestanddeel van zijn dieet en in de regentijd bestaat het dieet voornamelijk uit insecten (vooral mieren, kevers, rupsen en larven), slakken en verscheidene vruchten, waaronder vijgen. Ook eet hij eieren, jonge vogels, bladeren, paddenstoelen, spinnen en naaktslakken en zelfs kleine gewervelde dieren als vogels, hagedissen, knaagdieren en vleermuizen. Ondanks een trage manier van bewegen, kan hij een prooi zeer snel met zijn handen grijpen.
Beide geslachten zijn territoriaal tegenover andere potto's van hetzelfde geslacht. Het territorium van de potto wordt gemarkeerd door urine en geurstoffen. Over takken laat hij een spoor van urine achter, die ongeveer een meter lang is. Het territorium van een mannetje is vele malen groter dan dat van een vrouwtje (9 tot 40 hectare tegen 6 tot 9 hectare). Het territorium van een ouder mannetje overlapt meestal met het territorium van één of enkele vrouwtjes. Het mannetje bezoekt deze vrouwtjes om de paar dagen. Hij vergezelt een vrouwtje een uur of drie lang.

### Voortplanting
De oestrus van een vrouwtje duurt slechts twee dagen en kent een cyclus van 39 dagen. Als een vrouwtje in oestrus is, maakt het mannetje een klikkend geluid dat veel weg heeft van de contactroep tussen moeders en jongen. In Gabon vinden alle geboorten plaats tussen augustus en januari. Na vier tot zes maanden, als de bomen het meeste fruit dragen, worden de jongen gespeend.
Na een draagtijd van 180 tot 205 dagen (de langst bekende draagtijd voor een lorisiforme primaat) wordt één jong geboren. Tweelingen zijn waargenomen in gevangenschap. Bij de geboorte weegt een jong 30 tot 52 gram. De eerste paar dagen wordt het op de buik gedragen, maar daarna wordt het jong 's nachts achtergelaten op een verscholen tak. 's Morgens zoekt het vrouwtje het jong weer op. Na drie tot vier maanden vergezelt het jong zijn moeder tijdens het foerageren. Hij volgt haar of wordt gedragen op de rug van de moeder.
Na zes maanden zijn de jonge mannetjes zelfstandig en trekken ver weg. Jonge vrouwtjes zijn na acht maanden zelfstandig, maar zij blijven in de buurt van hun moeder in haar territorium. Na acht tot veertien maanden heeft hij een volwassen gewicht bereikt en na achttien maanden is hij geslachtsrijp.
De potto kan meer dan 26 jaar oud worden in gevangenschap.